# Ipiranga (Cariacica)
O antigo bairro Ipiranga (anteriormente situado em Cariacica, Espírito Santo) foi criado pela lei Nº. 2.662, de 31 de agosto de 1993. A lei transformava o núcleo urbano 'Loteamento Ipiranga' e 'Loteamento São Bernado' em bairro Ipiranga.
Em 2010, com a criação do Plano de Organização Territorial (POT),  a lei foi dissolvida, e o bairro Ipiranga acabou sendo integrado ao bairro Vista Mar. 
O antigo bairro Ipiranga foi crucial para a formação de Vista Mar, pois sua integração ampliou a área geográfica e promoveu a valorização do espaço, refletindo a diversidade e a história local. Essa fusão é fundamental para entender a evolução social e econômica da região.